# Frontera entre Somàlia i Kenya
La frontera entre Somàlia i Kenya és una línia terrestre de 682 kilòmetres d'extensió que separa Somàlia de Kenya en sentit nord-sud. És formada per tres sostres gairebé rectilinis que separen l'est de Kenya de Somàlia. És tallada per la línia de l'Equador a Liboi (Ke), al nord fa un trifini entre ambdues nacions amb Etiòpia i continua cap al sud al litoral de l'oceà Índic. Separa les províncies kenyanes de Nord-est i Costanera de les províncies somalis de Gedo e Jubbada Hoose.

## Història
Aquesta frontera es remunta a l'època colonial, quan Kenya era una colònia britànica (l'Àfrica Oriental Britànica, convertida en Colònia i Protectorat de Kenya en 1920) i el sud de la Somàlia sota colonització italiana (la Somàlia italiana). En el seu origen seguia el curs del riu Juba. El seu traçat actual fou establert en 1924, quan el Regne Unit va cedir a la regió de Jubalàndia a Itàlia en virtut del Tractat de Londres (1915), que va prometre a Itàlia, entre altres coses, la compensació colonial a canvi de la seva entrada en la Primera Guerra Mundial al costat dels Aliats. L’octubre de 2021, el Tribunal Internacional de Justícia de La Haia emet el veredicte de la disputa marítima entre Somàlia i Kenya. Aquest és el final d’un epíleg judicial que data del 2014.